# Syn łowcy orłów
Syn łowcy orłów (ang. Eagle Hunter's Son) – duńsko-niemiecko-szwedzki dramat familijny z 2009 roku w reżyserii René Bo Hansena.

## Fabuła
Nastoletni Bazarbai – tytułowy syn łowcy orłów – mieszka wraz z rodziną w mongolskich jurtach, gdzieś na stepie. Żyją z hodowli owiec. Mimo że są nomadami, posiadają takie udogodnienia cywilizacji jak odtwarzacz CD czy telewizja satelitarna. Pewnego razu Bazarbai dowiaduje się od ojca, że jego starszy brat, Khan, wyjeżdża do Ułan Bator w poszukiwaniu pracy. Bazarbai czuje się rozczarowany tym, że Khan opuszcza rodzinę i wyjeżdża bez niego. Ojciec informuje też Bazarbaia, że będzie musiał przejąć obowiązki Khana oraz że w związku z tym nie będzie chodził do szkoły. Bazarbai czuje się rozczarowany wyjazdem brata. Ojciec pragnie, by jego najmłodszy syn kultywował tradycję odławiania i tresury orłów. Uczy go, jak pracować z jego orłem, lecz Bazarbai nie pała entuzjazmem z tego powodu. Wyrusza z ojcem na zawody polowania z orłami.
Po tych wydarzeniach Bazarbai opuszcza ojca i wyrusza do stolicy w poszukiwaniu Khana. Zabiera ze sobą ptaka, lecz nie umie się z nim obchodzić i jest wobec niego szorstki. Orzeł ucieka od niego do ojca. Ojciec wysyła za nim ptaka, by mu towarzyszył. Między chłopcem i orłem początkowa obopólna niechęć przeradza się w przyjaźń. W drodze do Ułan Bator Bazarbai wpada w ręce przemytników. Wraz z dziewczyną pracującą u nich ucieka. Potem spotykają cyrkowców. Bazarbai chce się zabrać z nimi do miasta, lecz dziewczyna nie wyrusza wraz z nimi, bo obawia się tych ludzi i intuicyjnie przeczuwa zagrożenie z ich strony. Po przyjeździe do Ułan Bator dyrektor cyrku żąda zapłaty za podróż. Wbrew woli Bazarbaia zatrzymuje orła a Bazarbai musi sprzątać w cyrku, by odzyskać ptaka. Mimo to dyrektor nie zamierza zwrócić mu orła. Bazarbai nie może liczyć na pomoc skorumpowanej policji, przekupionej przez dyrektora cyrku. Później ten zmusza go do występu z orłem na arenie jako klaun. Występ na arenie jest jedynym momentem, gdy Bazarbai ma kontakt z ptakiem. On wykorzystuje ten moment i w spektakularny sposób ucieka z areny w przebraniu klauna. Pomaga mu dziewczyna, która wcześniej mu towarzyszyła w podróży oraz jeden z pracowników cyrku, treser niedźwiedzi.
Bazarbai poszukuje Khana, rozpytuje ludzi, pokazuje zdjęcie brata. Dowiaduje się, że Khan pracował w kopalni i dwa dni wcześniej miał zginąć w wypadku pod ziemią. Jednak okazuje się, że Khan nie zginął. Orzeł go odnajduje przysypanego w sztolni. Khan pozostaje w stolicy i szuka innej pracy, natomiast Bazarbai wraca z orłem do domu. Później wraz z ojcem wypuszcza ptaka na wolność.

## Obsada
- Bazarbai Matei: Bazarbai
- Mardan Matei: ojciec Bazarbaia
- Bejei Kulimkhan: matka Bazarbaia
- Asilbek Badelkhan: Khan, brat Bazarbaia
- Enkhbayar Ulambayar: dyrektor cyrku
- Oyunbat Erdene-Ochir: Nabullah (treser niedźwiedzi)